# Haplorchis vanissimus
Haplorchis vanissimus ist ein Zwergdarmegel, ein digener Saugwurm aus der Gattung Haplorchis und einer der Auslöser der Haplorchiasis. Obwohl die Erstbeschreibung anhand eines Obduktionsfundes bei einem Filipino erfolgte, sind keine weiteren Infektionen des Menschen bekannt geworden. Das Verbreitungsgebiet sind die Philippinen und Australien.
Von anderen Haplorchis-Arten unterscheidet er sich durch die vier bewaffneten Lappen und einen bewaffneten rückenseitigen Lappen am Bauchsaugnapf, mit Dornen entlang der gesamten Breite der Bauchfläche. Der Entwicklungszyklus verläuft über zwei Zwischenwirte. Der erste ist eine Süßwasserschnecke, welche Art ist bislang nicht geklärt. Der zweite Zwischenwirt sind vermutlich Süßwasserfische. Natürlicher Endwirt sind fischfressende Vögel. Der Endwirt scheidet die Eier mit dem Kot aus. Sie sind 25–30 × 18–21 µm groß.